# У слози је снага
У слози је снага (буг. Съединението прави силата; хол. Eendracht maakt macht, pronounced  ( слушај); фр. L'union fait la force) је мото који су кроз историју користиле различите државе и ентитети. Користе га Белгија, Бугарска, Хаити, Малезија и Грузија на својим грбовима и национални је мото Белгије, Боливије, Малезије, Грузије и Бугарске.
Мото је првобитно користила Холандска Република као „eendracht maakt macht“. Изворно је изведена из грчке фразе (ισχυς εν τη ενωσει буквално значи моћ лежи у јединству) која се приписује Хомеру, а датира отприлике из 850. године пре нове ере, који се касније појављује на сличан начин у латинској фрази цонцордиа рес парвае цресцунт („мале ствари цветају у складу“), коришћеној у Беллум Иугуртхинум римског републиканског писца Салуста.
Сличана поука езоповске басне „Старац и његови синови“ представљен је на различите начине: „Свака је моћ слаба ако није уједињена“ (1668), „Јединство чини снагу, свађа губи“ (1685), „Снага лежи у јединству“ (1867), „Снага је у јединству“ (1887), „Јединство је снага“ (наслов), „Унија даје снагу“ (морално) (1894), „Јединство је снага“ (1912), „У јединству је снага“ (1919); иако су старије верзије конкретније: „Братска љубав је највеће добро у животу и често подиже скромне више“ (2. век), „Као што слога даје моћ у људским пословима, тако и свадљиви живот лишава људе њихове снаге“ (16. век).

## Порекло
Илијада 13 :237 наводи συμφερτὴ δ' ἀρετὴ πέλει ἀνδρῶν καὶ μάλα λυγρῶν 'чак и слаби људи имају снагу у јединству'.
Једна латинска верзија је вис унита фортиор 'сила уједињена је јача'. То је био првобитни државни мото Њу Хемпшира.
Ово је званична крилатица Бугарске, Грузије и неколико других држава.